# NGC 46

NGC 46

أن جي سي 46 (NGC 46) ويسمى في بعض الأحيان بـ PGCبي جي سي هو من نجوم الأف8 (F8) يقع على بعد حوالي 962 ± 281 سنة ضوئية من النظام الشمسي في كوكبة الحوت. اكتشف لأول مرة في 22 أكتوبر 1852 من قبل الفلكي الأيرلندي إدوارد جوشوا كوبر الذي حددها بشكل خاطئ على أنها سديم.

## وصلات خارجية
- NGC 46 على موقع ويكي سكاي: DSS2, SDSS, GALEX, IRAS, Hydrogen α, X-Ray, Astrophoto, Sky Map, Articles and images
- SEDS